# 28480 Seojinyoung
28480 Seojinyoung è un asteroide della fascia principale. Scoperto nel 2000, presenta un'orbita caratterizzata da un semiasse maggiore pari a 2,3668524 UA e da un'eccentricità di 0,1807497, inclinata di 1,85622° rispetto all'eclittica.